# Юмагузінська сільська рада
Юмагу́зінська сільська рада (рос. Юмагузинский сельский совет) — муніципальне утворення у складі Кугарчинського району Башкортостану, Росія. Адміністративний центр — село Юмагузіно.

## Населення
Населення — 4445 осіб (2019, 5050 в 2010, 5900 в 2002).

## Склад
До складу поселення входять такі населені пункти:
| Населений пункт     | Населення, осіб (2002) | Населення, осіб (2010) |
| ------------------- | ---------------------- | ---------------------- |
| Александровка, село | 395                    | 367                    |
| Нарбутово, присілок | 43                     | 24                     |
| Улутуп, хутір       | 26                     | 26                     |
| Хлібодаровка, хутір | 93                     | 69                     |
| Юмагузіно, село     | 5343                   | 4564                   |